# Мещегарово
Мещега́рово (рос. Мещегарово, башк. Миәшәгәр) — село у складі Салаватського району Башкортостану, Росія. Адміністративний центр Мещегаровської сільської ради.
Населення — 534 особи (2010; 605 в 2002).
Національний склад:
- татари — 77 %